# Ramdam
Pour les articles homonymes, voir Ramdam Festival et La Famille Ramdam.
Ramdam est une série télévisée jeunesse québécoise en 785 épisodes de 22 minutes diffusée entre le 10 septembre 2001 et le 12 décembre 2008 sur Télé-Québec. Ramdam était l'émission la plus regardée sur Télé-Québec en moyenne de 257 000 téléspectateurs,.

## Synopsis
Deux familles s'installent ensemble : La famille Laporte-Carpentier, dont Victoria et Denis qui se sont séparés, et la famille L'Espérance, dont Claude et sa femme aujourd'hui décédée. Victoria et Claude vont alors former un nouveau couple. Ils vont vivre toutes sortes d'aventures et de péripéties que l'on retrouve dans la vie quotidienne. Leurs enfants sont : Manolo, Sélina, Simon, Mariane, Magalie et Nathan. Sélina et Manolo sont les enfants de Denis et Victoria et Simon, Magalie, Marianne et Nathan sont les enfants de Claude et d'une autre femme, Isabelle. Claude et Victoria ont eu un nouvel enfant : Colin.
Les épisodes de Ramdam sont donc centrés sur la famille L'Espérance-Laporte-Carpentier (LLC). On voit comment la famille recomposée parvient à devenir une vraie famille, malgré les discordes entre certains enfants, etc. À l'histoire de cette famille s'ajoute sa vie sociale. Ainsi, plusieurs amis s'ajoutent à la série Ramdam, devenant des personnages principaux de la maison L'Espérance-Laporte-Carpentier. De même, plusieurs personnages adultes (parents d'amis, enseignants, directeurs) sont introduits au fil des saisons. On voit les liens qui se créent entre les différents membres de la famille et leurs amis, professeurs, directeurs, etc.

## Distribution

### Famille
- Hugo Dubé : Claude L'Espérance
- Sophie Vajda : Victoria Laporte
- Laurence Dauphinais : Magalie L'Espérance
- Mariloup Wolfe : Mariane L'Espérance
- Xavier Morin-Lefort : Simon L'Espérance
- Mirianne Brûlé : Sélina Laporte-Carpentier
- Maxime Desbiens-Tremblay : Manolo Laporte-Carpentier
- Samuel Turmel : Nathan L'Espérance
- Alexandre McDonald-Pelletier et Maxime McDonald-Pelletier : Colin L'Espérance-Laporte
- Pierre Gendron : Denis Carpentier
- Danielle Godin : Élisa Laporte
- Benoît Langlais : Mathieu Laporte

### Adultes
- Dominic Philie : André Mongeau
- Stéphane Crête : Richard Lagarde
- Frédérick De Grandpré : François
- France Castel : Janine L'Espérance
- Sylvie Moreau : Monique Blanchard
- Isabelle Vincent : Rachel Doucette
- François Chénier : Ghislain Harvey
- Sophie Bourgeois : Marie Damphousse
- Annie Charland : Sophie Lachance
- Micheline Bernard : Louise Pérusse
- Joe Bocan : Josée Derome
- Christian Bégin : Daniel
- Sophie Faucher : Michèle Talbot
- Isabelle Cyr : Lilianne Pétillon
- Catherine Lachance : Brigitte Blais
- Daniel Parent : Guy-Alain Legros
- Yves Soutière : Xavier Laurendeau
- Ghyslain Tremblay : Gérald-Bertrand Legros
- Jean Harvey : Policier
- Julie Deslauriers : Sophia
- Julie Perreault : Liette
- Isabelle Drainville : Mme Lajoie
- Marc-François Blondin : Journaliste
- Salomé Corbo : Fabienne
- Mélissa Désormeaux-Poulin : Isabelle Beauregard
- Widemir Normil : Dieudonné Dessalines.

### Amis
- Noémie Yelle : Annabelle Courval
- Tobie Pelletier : Alexis Talbot
- Lawrence Arcouette : Antonin Mongeau
- Charli Arcouette-Martineau : Chloé Mongeau
- Catherine Brunet : Constance Rondeau
- Olivier Gervais-Courchesne : Étienne Bujold
- Julien David : Gary-Bob Derôme
- Émile Mailhiot : Guillaume Lavoie-Fréchette
- Jason Roy Léveillée : Jean-Félix Beaupré
- Geneviève Déry : Karine Blanchard
- Éliane Gagnon : Kim Bellavance
- Marie-Claude Garneau : Leena Babin
- Émilie Cyrenne-Parent : Liang Sun
- Roxan Bourdelais : Loïc Beaudry
- Pierre-Luc Houde : Manu Chassé
- Guillaume Lemay-Thivierge : Maxime Boucher
- Samuel Landry : Samuel Laplante
- Julianne Côté : Sara Blanchard
- Marie-Josée Tremblay : Shandy Derome
- Frédéric Lemay : Thomas Tremblay
- Marc-Olivier Lafrance : Kevin Gagné
- Éloïsa Cervantes : Pénéloppe Cortez
- Marc Nadeau : Fritz Dessalines
- Laurence Hamelin : Anaïs Clermont
- Anne Trudel : Frédérique Major
- Charles-André Bourassa : Fabrice Pérusse
- Yan England : Antoine Laurin
- Frédéric Bélanger : Renaud Despins
- Fidelle Boissonneault : Camille Archambault
- Pierre-Luc Bouvrette : Anatole Duval
- Félix-Antoine Despatie : Junior Duchesne
- Caroline Gendron : Justine De Blois
- Steve Laplante : Tommy Bleau
- Michel Mpambara : Momo
- Luis Oliva : Micha
- Frédéric Millaire-Zouvi : Benjamin
- François Bertrand-Prévost : Yann
- Sacha Bourque : Philippe
- Benoît McGinnis : Guillaume
- Nicolas Pinson : Bill

## Audiences
Ramdam est l'émission la plus regardée à Télé-Québec. L'audience maximale atteinte a été de 487 000 téléspectateurs le 9 mars 2005. Depuis son lancement à l'automne 2001, l'audience moyenne de Ramdam par saison a varié entre 114 000 et 359 000. La fin de Ramdam a eu lieu le 5 décembre 2008.

## DVD
Un coffret DVD réunissant les 20 meilleurs épisodes de la saison 1 est sorti le 4 mars 2008. Un coffret réunissant les 20 meilleurs épisodes de la 2e saison est, quant à lui, paru le 7 avril 2009. Le coffret DVD des 20 meilleurs épisodes de la saison 3 est paru en janvier 2010 et celui de la saison 4 en avril 2011.

## Rediffusion sur Unis
Depuis le 2 septembre 2014, la série Ramdam est rediffusée sur la nouvelle chaîne télévisée Unis, une chaîne généraliste canadienne axée sur la langue française au Canada, avec deux épisodes par jour du lundi au vendredi. L'épisode du jour est rediffusé trois fois dans la même journée à 5 h, à 9 h et 17 h. Le 16 décembre 2015, la chaîne Unis a confirmé la diffusion prochaine des saisons 5 à 8 ; la saison 7 à partir du 9 octobre 2017.
La saison 8 sera diffusée du 1er janvier au 30 mars 2018 en raison d'un épisode au lieu de deux habituel par jour.